# Potexvirus
Potexvirus ist eine Gattung von Viren in der Ordnung Tymovirales, in der Familie Alphaflexiviridae.
Als natürliche Wirte dienen Pflanzen.
Anfang April 2021 gab es 38 Spezies (Arten) in dieser Gattung, einschließlich der Typusart Kartoffelvirus X (engl. Potato virus X). Zu den Krankheiten, die mit dieser Gattung assoziiert werden, gehören Mosaik- und Ringspot-Symptome.
Der Gattungsname leitet sich ab von der englischen Bezeichnung der Typusart Potato Virus X und der Endung -virus für Virusgattungen.

## Morphologie

Schemazeichnung eines Virions der Familie Alphaflexiviridae

Die Virionen (Viruspartikel) in der Gattung Potexvirus sind wie alle Mitglieder der Familie Alphaflexiviridae nicht umhüllt, filamentös (fadenförmig) biegsam mit helikale Symmetrie. Ihre Länge kann stark variieren, zwischen 470 und 1000 nm (Nanometer) oder mehr; der Durchmesser beträgt etwa 12–13 nm. Die Ganghöhe der Helix beträgt 3,3–3,7 nm. Das Kapsid besteht aus 1000–1500 Kopien (Monomeren) des Kapsidproteins (CP) mit 8–9 Monomeren pro Windung.

## Genom und Proteom

Genomkarte der Gattung Potexvirus

Das Genom ist unsegmentiert (monopartit), linear, und besteht aus einem Einzelstrang-RNA-Molekül positiver Polarität mit einer Länge von 5,9–7,0 kb (Kilobasen) lang.
Das 5'-Ende hat eine Cap-Struktur, das 3'-Ende ist polyadenyliert. Das Genom kodiert für 5 Proteine.
Vom 5'-Ende zum 3'-Ende hin sind diese Proteine:
- das virale Replikationsprotein mit einer mRNA-Capping-Enzym-Domäne etc.
- der RNA-abhängigen RNA-Polymerase
- dem Triple-Gen-Block (TGB), drei sich teilweise überlappenden Offenen Leserahmen (open reading frames, ORFs)
- dem Kapsidprotein

Durch Übersetzung (Translation) der Genom-RNA entsteht eine Virus-RNA-Polymerase. Diese wiederum produziert eine negativsträngiges Vorlage (Template), aus der eine Reihe von subgenomischer RNAs (sgRNAs) generiert werden, die schließlich in die viralen Proteine übersetzt werden:
- Das 5'-Ende ist etwa 80 Nukleotide lang und beginnt typischerweise mit der Sequenz GAAAA.
- Die Virus-RNA-Polymerase mit ca. ~150 kDa (KiloDalton) besitzt neben ihrer RNA-Polymerase-Aktivität auch Methyltransferase- und RNA-Helikase-Aktivitäten.
- Die TGB-Proteine sind unter den Gattungen Allexivirus, Carlavirus, Foveavirus, Furovirus, Hordeivirus, Pecluvirus, Pomovirus und Potexvirus konserviert. Ihre genauen Funktionen sind Gegenstand der aktuellen Forschung.

- TGB1 (Molekulargewicht 23 kDa) ist ein multifunktionelles Protein. Es hat RNA-Helikase-Aktivität und scheint (als Movement-Protein) an der Bewegung von Zelle zu Zelle beteiligt zu sein.
- TGB2 (Molekulargewicht 11 kDa) und TGB3 (Molekulargewicht 10 kDa) assoziieren mit dem Endoplasmatischen Retikculum.

- Das Kapsidprotein hat ein Molekulargewicht von ca. 25 kDa.
- Die untranslatierte Region am 3'-Ende (3'-UTR) ist ca. 100 Nukleotide lang.

## Reproduktionszyklus
Die Virus-Replikation erfolgt im Zytoplasma der Wirtszellen. Sie folgt dem Modell (Standard) der Replikation von (+)ssRNA-Viren (Einzelstrang-RNA-Viren positiver Polarität). Die Transkription erfolgt dem Muster für (+)ssRNA-Viren. Die Translation erfolgt durch Leaky Scanning.

Die Übertragungswege sind per Vektor und mechanisch.

## Wirte
Alle bekannten Wirte infizieren verschiedene Blütenpflanzen (Magnoliopsida).

## Verbreitung
Vertreter der Gattung Potexvirus sind weltweit verbreitet.

## Systematik
Das International Committee on Taxonomy of Viruses (ICTV) hat mit Stand Mai/Juni 2024 in der Gattung Potexvirus folgende Arten (Spezies) bestätigt:
Untergattung Mandarivirus (früher eigene Gattung)
- Spezies Potexvirus citriflavimaculae mit Citrus yellow mottle-associated virus (CiYMaV)
- Spezies Potexvirus citriflavivenae mit Citrus yellow vein clearing virus (CYVCV)
- Spezies Potexvirus citrindicum mit Indian citrus ringspot virus (ICRSV)

ohne Zuweisung einer Untergattung
- Spezies Potexvirus alternantherae mit Alternanthera mosaic virus (AltMV)
- Spezies Potexvirus babaci mit Babaco mosaic virus (BabMV)
- Spezies Potexvirus bambusae mit Bamboo mosaic virus (BaMV, Bambusmosaikvirus)
- Spezies Potexvirus colombiense mit Cassava Colombian symptomless virus (CsCSV)
- Spezies Potexvirus cymbidii mit Cymbidium mosaic virus (CymMV, Cymbidium-Mosaikvirus) – siehe Cymbidium §Krankheiten und Schädlinge
- Spezies Potexvirus ecsallii mit Allium virus X (AVX, Lauch-Virus X)
- Spezies Potexvirus ecsalstroemeriae mit Alstroemeria virus X (AlsVX, Inkalilien-Virus X)
- Spezies Potexvirus ecscacti mit Cactus virus X (CVX, Kakteen-Virus X)
- Spezies Potexvirus ecschlumbergerae mit Schlumbergera virus X (SchVX, Schlumbergera-Virus X) – Achtung: Synonymie Schumbergera und Zygocactus
- Spezies Potexvirus ecscnidii mit Cnidium virus X (CnVX, Brenndolden-Virus X)[6][7]
- Spezies Potexvirus ecsdioscoreae mit Yam virus X (YVX, Yams-Virus X)
- Spezies Potexvirus ecshostae mit Hosta virus X (HVX) – siehe Funkien §Schädlinge und Krankheiten
- Spezies Potexvirus ecslactucae mit Lettuce virus X (LeVX, Salat-Virus X)
- Spezies Potexvirus ecslilii mit 'Lily virus X (LVX, Lilienvirus X)
- Spezies Potexvirus ecsmanihotis mit Cassava virus X (CsVX, CsXV, Maniok-Virus X)
- Spezies Potexvirus ecsmenthae mit Mint virus X (MVX, Minzen-Virus X)
- Spezies Potexvirus ecsnerinis mit Nerine virus X (NVX, Nerinen-Virus X)
- Spezies Potexvirus ecsopuntiae mitOpuntia virus X (OpVX, Opuntien-Virus X)
- Spezies Potexvirus ecsphaii mit Phaius virus X (PhVX, Phaius-Virus X)
- Spezies Potexvirus ecspitayae mit Pitaya virus X (PiVX, Pitaya-Virus X)
- Spezies Potexvirus ecsplantagonis mit Plantain virus X (PlVX) und Actinidia virus X (ACVX)[8]
- Spezies Potexvirus ecspotati (ehem. Typus) mit Potato virus X (PVX, Kartoffelvirus X)
- Spezies Potexvirus ecsthalassiae mit Turtle grass virus X (TGVX)
- Spezies Potexvirus ecstulipae mit Tulip virus X (TVX, Tulpenvirus X)
- Spezies Potexvirus ecsvanillae mit Vanilla virus X (VaVX, VVX, Vanille-Virus X)
- Spezies Potexvirus eczygocacti mit Zygocactus virus X (ZyVX, ZVX, Zygocactus-Virus X) – Achtung: Synonymie Zygocactus und Schumbergera
- Spezies Potexvirus flavimaculae mit Euonymus yellow mottle associated virus (EYMaV)
- Spezies Potexvirus flavitrifolii mit Clover yellow mosaic virus (ClYMV, Klee-Gelbmosaikvirus)
- Spezies Potexvirus flavivenae mit Euonymus yellow vein virus (EYVV)
- Spezies Potexvirus fragariae mit Strawberry mild yellow edge virus (SMYEV, SMYEV0)
- Spezies Potexvirus hydrangeae mit Hydrangea ringspot virus (HdRSV, HRSV)
- Spezies Potexvirus lagenariae mit Lagenaria mild mosaic virus (LMMV, LaMMoV)
- Spezies Potexvirus malvae mit Malva mosaic virus (MalMV, Malven-Mosaikvirus)
- Spezies Potexvirus marmoraucuba mit Potato aucuba mosaic virus (PAMV, Kartoffel-Aucubamosaikvirus)
- Spezies Potexvirus marmordioscoreae mit Tamus red mosaic virus (TRMV)
- Spezies Potexvirus marmormanihotis mit Cassava common mosaic virus (CsCMV)
- Spezies Potexvirus marmorplantagonis mit Plantago asiatica mosaic virus (PlAMV)
- Spezies Potexvirus marmorsennae mit Senna mosaic virus (SenMV, Senna-Mosaikvirus)

- Spezies Potexvirus narcissi mit Narcissus mosaic virus (NMV, Narzissen-Mosaikvirus)
- Spezies Potexvirus nesignambrosiae mit Ambrosia asymptomatic virus 1 (AAV1)
- Spezies Potexvirus papayae mit Papaya mosaic virus (PapMV, Papaya-Mosaikvirus)
- Spezies Potexvirus pepini mit Pepino mosaic virus (PepMV, Pepino-Mosaikvirus)[9]
- Spezies Potexvirus setariae mit Foxtail mosaic virus (FoMV)
- Spezies Potexvirus triasparagi mit Asparagus virus 3 (AV3, AV-3, Spargelvirus 3) und Scallion virus X (SVX)
- Spezies Potexvirus trifolii mit White clover mosaic virus (WClMV, Weißklee-Mosaikvirus)

Weitere vorgeschlagene Mitglieder sind (Auswahl):
- Spezies: „Potexvirus ST4“
- Spezies: „Potexvirus ST5“
- Spezies: „Adenium obesum virus X“
- Spezies: „Desert rose mottle virus“
- Spezies: „Dioscorea potexvirus 1“
- Spezies: „Ferula potexvirus 1“
- Spezies: „Papaya virus X“
- Spezies: „Viola mosaic virus“